# Moridae
Moridae là một họ cá gồm các loài có ngoại hình giống cá tuyết. Chúng là một họ cá biển thuộc bộ cá tuyết được tìm thấy ở nhiều vùng nước trên thế giới, những loài cá trong họ cá này có thể tìm thấy ở độ sâu lên đến 2.500 m (8.200 ft), mặc dù hầu hết chúng thích sống ở những vùng nước nông hơn. Về ngoại hình, chúng rất giống với cá tuyết điển hình, do đó chỉ có thể được phân biệt bằng các đặc điểm xương cá và cấu trúc của bong bóng cá Cá thể trường thành có thể phát triển chiều dài lên đến 90 cm (35 in) (là loài Pseudophycis bachus).

## Các chi
- Antimora
- Auchenoceros
- Eeyorius
- Eretmophorus
- Gadella
- Guttigadus
- Halargyreus
- Laemonema
- Lepidion
- Lotella
- Mora
- Notophycis
- Physiculus
- Pseudophycis
- Rhynchogadus
- Salilota
- Svetovidovia
- Tripterophycis